# Aulacephala maculithorax
Aulacephala maculithorax är en tvåvingeart som beskrevs av Macquart 1851. Aulacephala maculithorax ingår i släktet Aulacephala och familjen parasitflugor. Inga underarter finns listade i Catalogue of Life.